# Val di Cembra
Het Val di Cembra is een Italiaans bergdal in de Trentiner Dolomieten.
Het dal is uitgesleten door de rivier de Avisio die ontspringt op de gletsjers van de Marmolada. De naam Val di Cembra geldt alleen voor het laagste deel van de vallei. Vanaf de bron van de Avisio tot Moena draagt het dal de naam Val di Fassa. Na de plaats Moena verandert de naam in Val di Fiemme. Vanaf het Lago di Stamentizzo verandert de naam in Val di Cembra en blijft zo heten tot de samenvloeiing met de Adige. 
De kloofachtige vallei wordt in het oosten begrensd door de uitgestrekte hoogvlakte van Piné. Op de hellingen van het Val di Cembra wordt op terrasvormige velden wijn verbouwd, voornamelijk Müller Thurgau en Schiava. De belangrijkste bezienswaardigheid van het dal zijn de aardpiramiden nabij Segonzano, de Omeni.

## Belangrijkste plaatsen
- Cembra
- Albiano
- Faver